# Paracantopterigieni
Paracantopterigienii (Paracanthopterygii) este un supraordin de pești teleosteeni răpitori, în special marini. Aceștia variază în lungime de la doar câțiva centimetri până la aproximativ 2 metri. Cele mai multe specii sunt pești marini, cu o distribuție cosmopolită; numai percopsiformele sunt dulcicole, trăind în apelor dulci din America de Nord. Paracantopterigienii au unele trăsături morfologice și anatomice specifice: majoritatea speciilor au o musculatură caracteristică a fălcilor (care include mușchiul ridicător al fălcii superioare și structurile asociate); în scheletul caudal corpul vertebrei urale a 2-a este fuzionat cu hipuralul superior, corpul vertebrei preurale a 2-a cu 2 sau mai puține epurale și o apofiza spinoasă completă; înotătoarele ventrale sunt situate de obicei anterior, în regiunea toracică a corpului (la mijlocul corpului) sau chiar mai înainte. Supraordinul cuprinde 5 ordine (Percopsiformes, Gadiformes, Batrachoidiformes, Lophiiformes și Ophidiiformes), 36 familii, circa 270 genuri și aproximativ 1340 de specii actuale (din care circa 20 specii sunt dulcicole).